# Lomman
Lomman är en sjö i Nordanstigs kommun i Hälsingland och ingår i Harmångersåns huvudavrinningsområde. Sjön har en area på 0,0939 kvadratkilometer och ligger 210 meter över havet. Sjön avvattnas av vattendraget Långsjöbäcken. Sjön ligger delvis inom Bodåsens naturreservat.

## Delavrinningsområde
Lomman ingår i det delavrinningsområde (687074-155744) som SMHI kallar för Mynnar i Ängbodtjärnen. Medelhöjden är 217 meter över havet och ytan är 23,93 kvadratkilometer. Det finns inga avrinningsområden uppströms utan avrinningsområdet är högsta punkten. Långsjöbäcken som avvattnar avrinningsområdet har biflödesordning 3, vilket innebär att vattnet flödar genom totalt 3 vattendrag innan det når havet efter 33 kilometer. Avrinningsområdet består mestadels av skog (87 procent). Avrinningsområdet har 0,16 kvadratkilometer vattenytor vilket ger det en sjöprocent på 0,7 procent.